# عامل تشان-باتون
في الفيزياء النظرية، يكون عامل تشان-باتون (بالإنجليزية: Chan-Paton factor)‏ هو مؤشر متعدد القيم مرتبط بنقاط نهاية الوتر المفتوح. يمكن أن يُفسر الوترالمفتوح على أنه أنبوب تدفق يربط الكوارك وجسيماتها المضادة. إن عاملي تشان-باتون يجعلان من التحويل الوتري كتنسور تحت مجموعة القياس التي تكون شحناتها محمولة بواسطة نقاط النهاية للأوتار.
بعد ثورة الأوتار الفائقة الثانية Second Superstring Revolution في عام 1995، فُسرت عوامل تشان-باتون كعلامات تُحدِد ماذا سيتصل مع نقاط النهاية الوترية لبرينات النوع D (ثغرات الزمكان). والآن أصبحت عوامل تشان-باتون حالة خاصة لمفهوم أعم.